# Massacre d'Erfurt (1349)
Ne doit pas être confondu avec le massacre d'Erfurt de 2002.

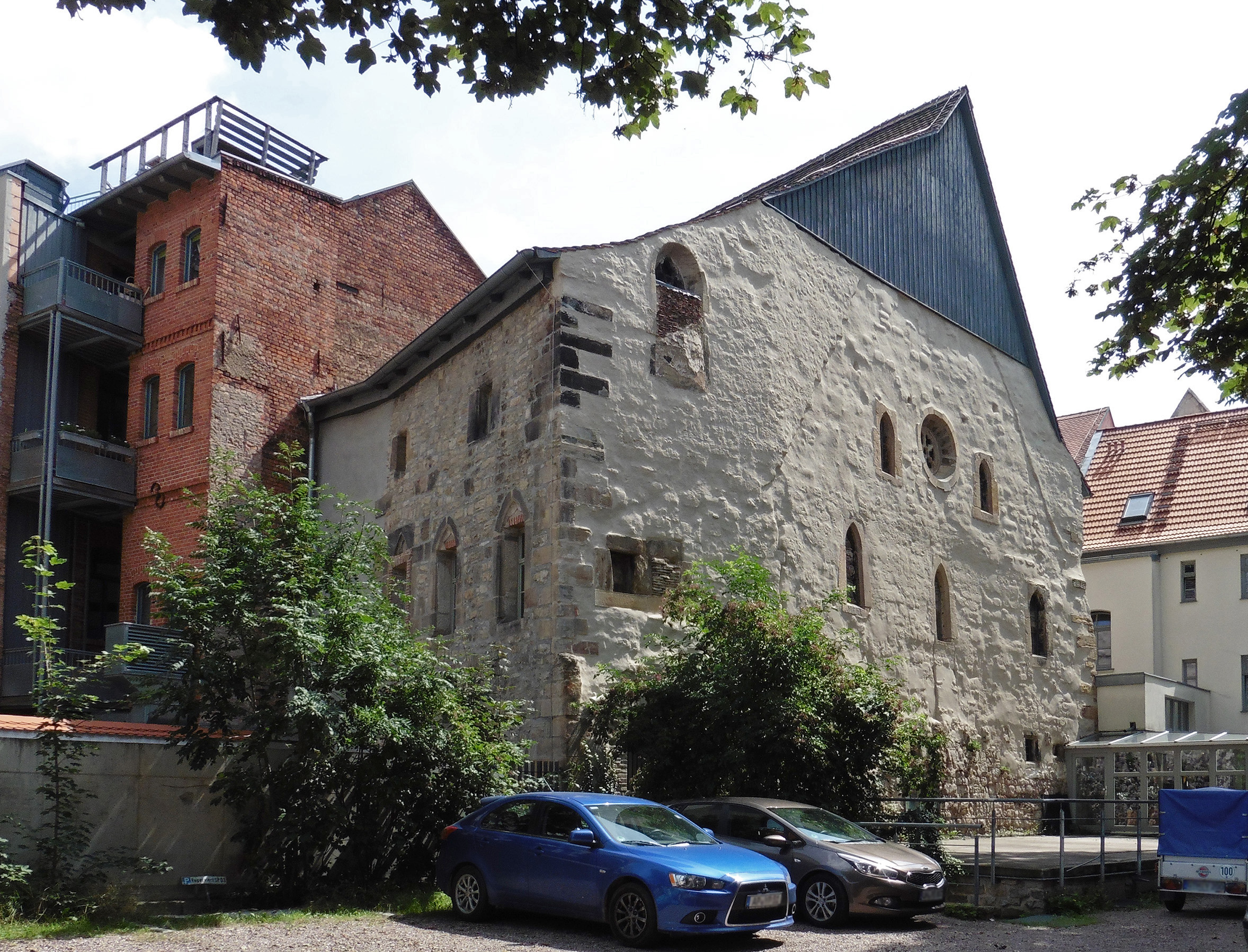
Ancienne synagogue d'Erfurt, construite vers 1100 et utilisée jusqu'au pogrom de 1375 ; aujourd'hui devenue un centre historique et culturel de la communauté juive au Moyen Âge.

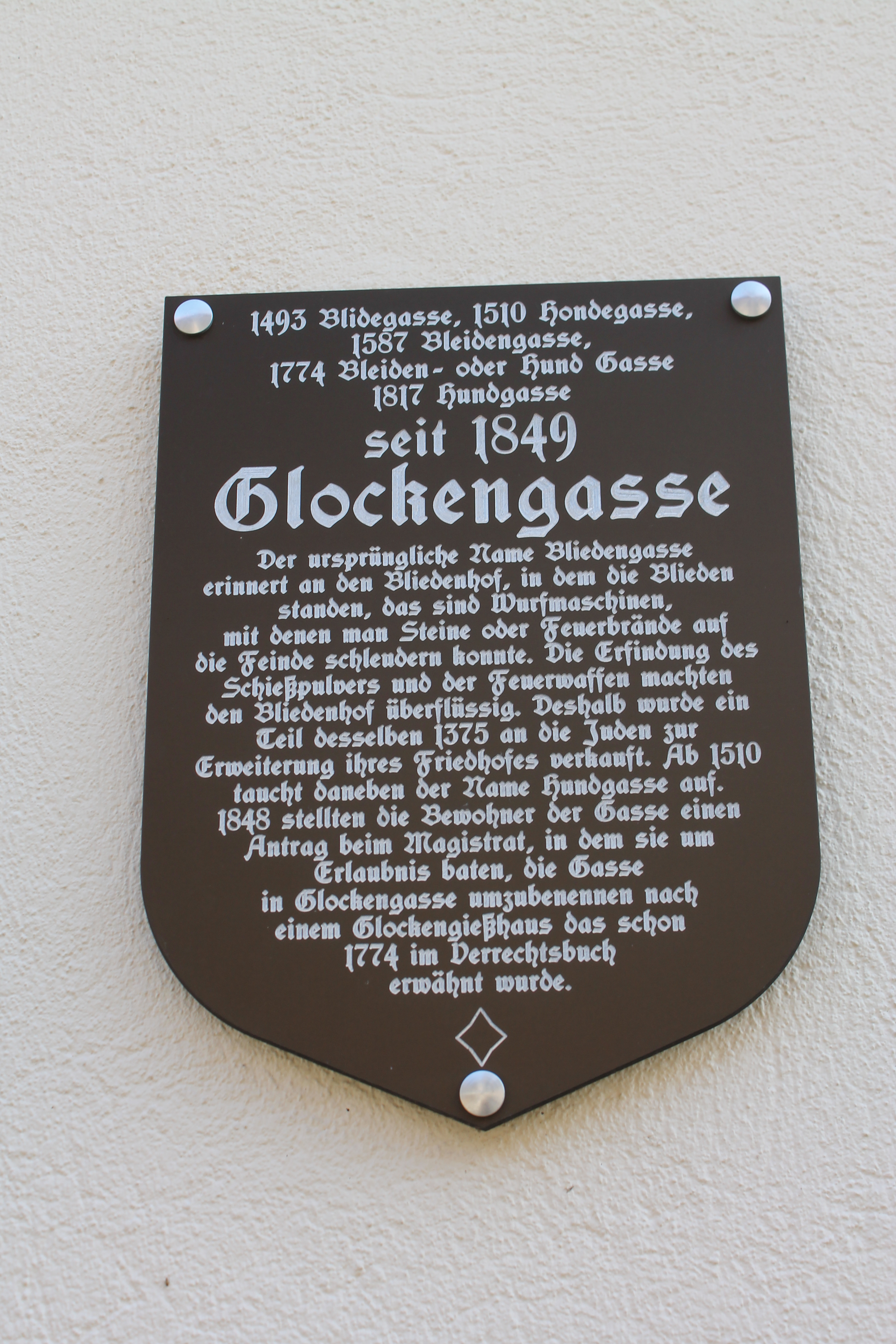
Plaque à Erfurt avec une allusion aux Juifs de 1375.

Le massacre d'Erfurt a lieu le 21 mars 1349  en Allemagne. La population chrétienne d'Erfurt s'en prend violemment à la communauté juive de la ville et ces meurtres de masse font au moins une centaine de victimes et peut-être jusqu'à trois-mille, selon les diverses estimations.
Ces exactions font suite à l'accusation d'empoisonnement des puits proférée par les émeutiers chrétiens et qui leur sert de prétexte, tout comme d'autres accusations : crime rituel, et profanation d'hosties, les allégations antisémites les plus fréquentes durant le Moyen Âge. 
Les massacres de Juifs étaient pour certains l'occasion de les dépouiller de leurs biens ainsi que de faire disparaître les créances contractées auprès d'eux.
Les nombreux massacres de Juifs qui ont eu lieu en France et en Allemagne à cette époque avaient aussi pour cause la croyance qu'ils permettraient de prévenir la propagation de la peste noire. Bien que ces croyances et les massacres aient souvent été encouragés par les autorités locales, les évêques et les flagellants itinérants, l’Église catholique quant à elle, en la personne du pape Clément VI et de son successeur Innocent VI, s'y opposa fermement. Dans une bulle pontificale condamnant le mouvement flagellant vers la fin 1349, le pape Clément VI a critiqué « l'effusion du sang des Juifs ».
Un des biens pillés dans le massacre d'Erfurt était un manuscrit de la Tossefta, le plus ancien qui soit parvenu jusqu’à nous. Il a été récupéré, taché de sang, dans la bibliothèque d'une église d'Erfurt en 1879 avec quinze autres manuscrits volés lors du pillage.
Beaucoup de Juifs d'Erfurt avaient préventivement caché leurs objets de valeur. Certains de ces objets ont été retrouvés en 1998 et sont maintenant exposés sous le nom de « trésor d'Erfurt (de) » à la synagogue d'Erfurt.
Parmi les victimes assassinées figure notamment Alexander Suslin, un éminent talmudiste de son époque.
Des massacres similaires eurent lieu à Bâle, Cologne, Strasbourg, Worms et Mayence à la même période.